# ضرعاء جزرية
ضرعاء جزرية (الاسم العلمي:Mammillaria insularis) هو نوع من النباتات يتبع جنس الضرعاء من الفصيلة الصبارية.